# チャールズ・エドワード・オーガスタス・マクシミリアン・ステュアート
チャールズ・エドワード・オーガスタス・マクシミリアン・ステュアート（Charles Edward Augustus Maximilian Stuart, Baron Korff, Count Roehenstart, 1784年5月頃 - 1854年10月28日）は、ジャコバイト王位請求者チャールズ・エドワード・ステュアートの非嫡出の外孫に当たる人物。
ステュアート家断絶後、ジャコバイト王位継承者として扱われることを望んだ。認知されていない非嫡出子だったにもかかわらず、両親の家名ロアン家（Rohan）とステュアート家（Stuart）とを組み合わせたロアンスタール伯爵（Count Roehenstart）を名乗ったため、当時の上流社会を当惑させた。ロシアの陸軍中佐の肩書を持つに過ぎなかったが、一部の人々から「将軍（"General" Charles Edward Stuart）」と呼ばれており、彼の墓石にもそのように刻まれている。

## 生涯

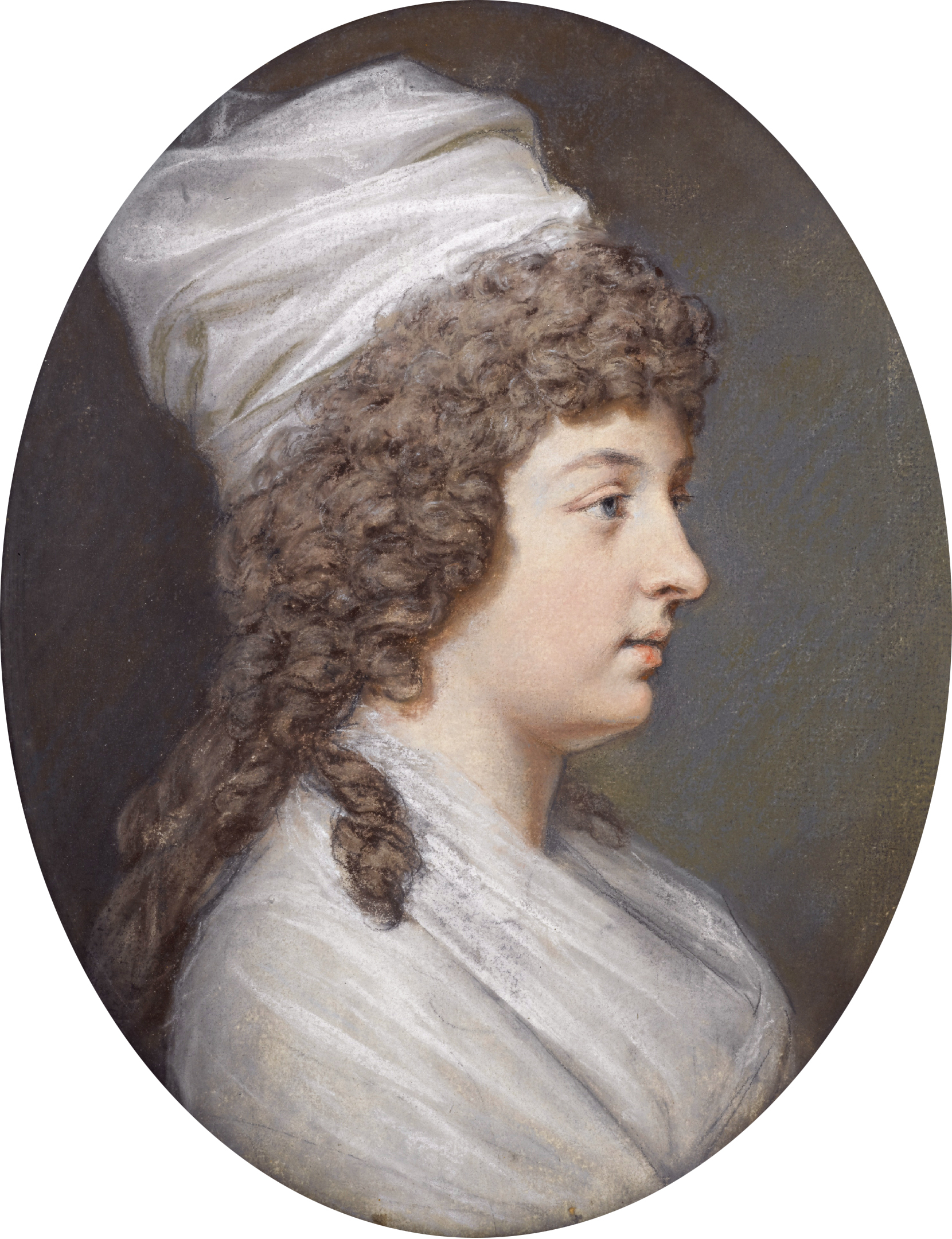
チャールズの母シャーロット・ステュアート

チャールズ・エドワードの非嫡出の娘シャーロット・ステュアートと、彼女を妾として囲っていたカンブレー大司教フェルディナン＝マクシミリアン＝メリアデック・ド・ロアンの間の非嫡出子として生まれた。洗礼は1784年5月13日、パリ・サン＝マルタン通りのサン＝メリ教会にてカトリック典礼で行われ、父マクシミリアン・ロアンスタール（Maximilian Roehenstart）と母クレマンティーヌ・ルヴァン（Clementine Ruthven）の間に生まれた子として届出がされた。洗礼名は母方祖父チャールズ王子に因むものだった 。母シャーロットは、自身の母クレメンティーナ・ウォーキンショーに宛てた手紙の中で、この子が自分とロアン大司教の間に生まれた子だと認めている。ロアンスタールの2人の姉のうち、年長のマリー・ヴィクトワール・アデライード″アレー″は1779年6月18日に誕生、翌6月19日にロアン家所有のクジエール城で洗礼を受けた事、年少のシャルロット・マクシミリアンヌ・アメリーは1780年の夏（少なくとも11月28日以前）に誕生した事が、それぞれ判っている。シャーロットは、彼女の生んだ子供たちの存在を無視しつつ彼女本人との同居を望む父の待つ、フィレンツェへ向かうつもりだったが、ロアンスタールを懐妊・出産したことでフィレンツェ行きの予定は大幅に遅れた。
1783年3月23日、病床のチャールズ王子は非嫡出子のシャーロットを正式に認知し、ジャコバイト貴族のオールバニ女公爵に叙爵し、王位継承権こそ認めなかったが、自身の資産の一部の相続人に指名した。シャーロットはロアンスタールを出産後すぐに、3人の子の養育を母に委ねて父の許に向かい、1788年1月31日に父が死ぬまで一切の介護を引き受けた。そして自身も翌1789年11月17日、肝癌のためボローニャで死去した。シャーロットは遺言の中で自身の産んだ子供たちに言及しなかったが、母クレメンティーナには「5万フランを遺し、彼女が亡くなる際に、それを必要とする係累に分配し贈与する権利を与える」とした。シャーロットの叔父で遺言執行人、そして新たなジャコバイト王位請求者となったヘンリー・ベネディクト・ステュアート枢機卿が、姪の遺言に従ってその母親に5万フランを送金したのは、彼女の死後2年経ってからだった。
ロアンスタールは、スイスに居を構える祖母クレメンティーナの手許で、プロテスタント信者として養育された。彼のドイツ留学中は父ロアン元大司教が学費を負担した。祖母は1802年に亡くなったとき、遠縁の銀行家トマス・クーツに出資して作った相当額の資産をロアンスタールに遺した。彼のその他の資産、10万ルーブリは、ソフニェフ（Sofniev）というロシアの銀行家に投資して作ったものだった。
ロアンスタールは、1800年にロシア帝国陸軍の砲兵士官に任官し、1803年まで昇進し続けたと主張した。1804年8月8日、彼は次姉シャルロットとジャン＝ルイ・ド・ラ・モリエール（Jean-Louis de la Morliere）のパリでの結婚式において、結婚の証人として署名している。ロアンスタールは1806年までに、陸軍中佐の肩書を得てから退役し、白ロシア地方総督アレクサンダー・フォン・ヴュルテンベルク公爵の家政機関で働いていた。この時期、ロアンスタールはサンクトペテルブルクで皇后エリザヴェータ・アレクセーエヴナに紹介され、皇后に強い印象を与えた。1811年、ロアンスタールは女子相続人のマリアンナ・フルコ（Marianna Hurko）と婚約する。ところが彼女の姉妹で別の男と婚約していたエヴェリーナ・フルコ（Evelina Hurko）と男女の関係になってしまう。不運にも、同時期に資産運用を任せていた銀行家ソフニェフが投機に失敗し、5000ルーブリしか手元に戻らないことを知らされる。破産と不品行に腹を立てた雇用主ヴュルテンベルク公爵から逃れるため、彼はクロンシュタット発の船でロシアを出国し、1811年11月までにイギリスの首都ロンドンに到着した。彼はそこからさらに北アメリカに渡った。トマス・クーツの元事業パートナーで、自身の銀行倒産後に北米に逃れたジョン・フォーブスから、ロアンスタールが法的に請求できると考える債権を回収するためだった。彼は1811年から1813年までフィラデルフィアに住んだ。ロアンスタールは1814年までアメリカ合衆国に留まっていた。
1816年、ロアンスタールはイギリスに戻り、スコットランドとイングランドを行き来しつつ、ステュアート家が長年イギリス政府に対して行ってきた、玄祖母メアリー・オブ・モデナの持参金の返還請求を改めて主張したが、認められなかった。
1820年頃、イタリア人亡命貴族と名乗る男の娘、マリーア・アントーニア・ソフィア・バルベリーニ（Maria Antonietta Sofia Barberini）と結婚。しかし彼女は翌年30歳で亡くなり、1821年7月20日「ロアンスタール伯爵夫人」の肩書でロンドンのセント・メリルボーン教区教会に埋葬されている。1826年12月13日、ロンドンのセント・パンクレース古教会で、ルイーザ・コンスタンス・バウチャー・スミス（Louisa Constance Bouchier Smith）という、僅かながら財産と呼べるだけのものを持つイングランド人女性と再婚。ルイーザの父で最近死んだばかりだったジョゼフ・バウチャー・スミス（Joseph Bouchier Smith）は、オックスフォードシャー・キドリントンの荘園領主館（マナーハウス）を所有したことのある人だった。ルイーザは1853年10月20日パリで死んだ。ロアンスタールは2人の妻との間に子を儲けることはなかった。
再婚後、ロアンスタールは妻と共に生まれ故郷のパリに戻った。しかしパリには居着かず、妻を伴わず単身で欧州大陸を漫遊する生活を長く続けた。後年、ロアンスタールは自身の高貴な血筋を吹聴するようになるが、その毛並みの良さと冒険譚をあまりに自慢げに話したために、ほとんどの人は彼の話を信じなかった。妻の死から間もない1854年、彼はスコットランドを再訪した。同地で、彼は乗っていた馬車が転覆する悲惨な交通事故に遭い、致命傷を負って死んだ。遺骸はダンケルド聖堂敷地内の墓地に葬られた。彼の友人たちが用意した質素な墓碑にはこうある、「1854年10月28日にダンケルドで死去した、ロアンスタール伯爵チャールズ・エドワード・ステュアート将軍の思い出に捧ぐ。この世の栄華はかくして消えゆく」。
20世紀に入り、ロアンスタールの残した手紙・書類を入手したアメリカ合衆国の歴史家ジョージ・シャバーン（George Sherburn）が、その資料を基にロアンスタールの生涯の事跡を広範囲にわたって明らかにした。

## 王位請求者
ロアンスタールは自身のイングランド・スコットランド王位継承権を有効にするために、祖父チャールズ王子と祖母クレメンティーナ・ウォーキンショーは結婚しており、また、母オールバニ女公爵シャーロットはマクシミリアン・ローエンスタート（Maximilian Roehenstart）なるスウェーデン人貴族と結婚していたと主張した。祖父母の婚姻の事実に関しては可能性は極めて低く、また証拠も無い。母の婚姻については何らの傍証もなく、そもそもローエンスタート（Roehenstart）というスウェーデンの貴族家門は存在しない。一方で、シャーロットとカンブレー大司教フェルディナン・ド・ロアンの内縁関係には多くの証拠が存在する。
ジャコバイト王位継承者としての待遇を望んだにもかかわらず、ロアンスタールはステュアート家の父祖が求めていた王位を回復するための政治的な行動を一切しなかった。彼はスコットランドの大領主たちに丁重にもてなされ、交遊することで満足していたようである。事故死したときも、パースシャーのブレア城に住むアソル公爵を訪ねた帰りだった。

## 引用・脚注
1. ↑  Compton Mackenzie, Prince Charlie and his ladies (1935), pp. 266–267
2. ↑  George Wiley Sherburn, Roehenstart, a late Stuart pretender (1961), P. 115: "Roehenstart was a colonel, but not a general..."
3. 1 2 3 4  Descendants of Charles Edward Stuart at wargs.com, accessed 20 March 2011
4. 1 2  Peter Piniński, The Stuarts' Last Secret, p. 187
5. ↑  Notes and queries, vol. 198 (1953), p. 72: "The Roehenstart Papers (now penes Prof. Sherburn in America)
6. ↑  Piniński, p. 198
7. ↑  'Kidlington: Manors and other estates', in A History of the County of Oxford, volume 12: Wootton Hundred (South) including Woodstock (1990), pp. 188-194, accessed 20 March 2011
8. ↑  Susan Maclean Kybert, Bonnie Prince Charlie: A Biography (London: 1988), p. 313
9. ↑  Gerald Warner, Tales of the Scottish Highlands (1982), pp. 100–101
10. ↑  W. Frost. 'Recent Studies in the Restoration and Eighteenth Century', in SEL: Studies in English Literature 1500–1900 (vol. 2, no. 3, Summer, 1962), pp. 359–384
11. ↑  Francis John Angus Skeet, The life and letters of H. R. H. Charlotte Stuart: duchess of Albany, only child of Charles III, king of Great Britain, Scotland, France and Ireland (1932), p. 160
12. ↑  The Mystery of Dunkeld at essaychief.com, accessed 21 March 2011